# Хантерс Холоу (Кентаки)
Хантерс Холоу (енгл. Hunters Hollow) град је у америчкој савезној држави Кентаки.

## Демографија
По попису из 2010. године број становника је 386, што је 14 (3,8%) становника више него 2000. године.
| Група             | 2000.       | 2010.       |
| Белци             | 363 (97,6%) | 363 (94,0%) |
| Афроамериканци    | 0 (0,0%)    | 5 (1,3%)    |
| Азијати           | 2 (0,5%)    | 1 (0,3%)    |
| Хиспаноамериканци | 1 (0,3%)    | 12 (3,1%)   |
| Укупно            | 372         | 386         |